# Anoplodactylus oculatus
Anoplodactylus oculatus är en havsspindelart som beskrevs av Carpenter, G.H. 1905. Anoplodactylus oculatus ingår i släktet Anoplodactylus och familjen Phoxichilidiidae. Inga underarter finns listade i Catalogue of Life.